# Германски трудов фронт
Германският трудов фронт (на немски: Deutsche Arbeitsfront; DAF) е бившата национална трудова организация на нацистката партия, която заменя различните независими синдикати в Германия по време на процеса по глайхшалтунг .

## История
Още през март 1933 г., два месеца след като Хитлер е назначен за канцлер, Щурмабтайлунг започва да атакува профсъюзните офиси без правни последици. Няколко синдикални офиса са окупирани, обзавеждането им е унищожено, документите им са откраднати или изгорени, а членовете на синдикатите са бити и в някои случаи убити; полицията пренебрегва тези атаки, обявявайки, че няма правомощия да разследва. Тези ранни атаки се случват на случаен принцип, извършени спонтанно от редови нацисти, мотивирани от желанието да унищожат „марксизма“, но ръководството на нацистката партия прилага обща политика едва през май на същата година. На 2 май 1933 г. профсъюзните централи в цяла Германия са окупирани, средствата им са конфискувани, синдикатите са официално премахнати, а лидерите им арестувани. Много профсъюзни лидери са бити и изпратени в концентрационни лагери, включително някои, които преди това са се съгласили да сътрудничат на нацистите.
Германският трудов фронт е създаден през май 1933 г. като организацията, която да поеме активите, иззети от бившите синдикати. Роберт Лай, който няма предишен опит в трудовите отношения, е назначен от Хитлер да ръководи Фронта при създаването му. Три седмици по-късно Хитлер издава указ, който забранява колективното договаряне и заявява, че група трудови представители, назначени от него, ще „регулират трудовите договори“ и ще поддържат „трудовия мир“. Този указ ефективно забранява стачките, тъй като работниците не могат да се противопоставят на решенията на представителите. Междувременно Роберт Лай обещава „да възстанови абсолютното лидерство на естествения лидер на една фабрика – тоест, работодателя... Само работодателят може да решава.“
Ръководството на Фронта заявява, че няма нужда от антагонизъм между работници и работодатели в новата нацистка държава. За разлика от профсъюзите, които заменя, Германският трудов фронт няма за цел да бъде организация, представляваща само интересите на работниците; той включва също работодатели и професионалисти. Законът за създаване на Фронта заявява, че целта му не е да защитава работниците, а „да създаде истинска социална и продуктивна общност от всички германци“ и „да види, че всеки отделен човек е в състояние да изпълнява максимално количество работа“. Трудовите представители, които имат правомощията да определят заплатите, на практика следват желанията на работодателите и дори не се консултират с работниците. Те имат и мандат от Хитлер да запазят заплатите ниски, като обявяват, че почасовото заплащане трябва да остане същото и работниците трябва да могат да печелят повече само чрез повишена производителност. Въпреки че Германия преживява икономическо възстановяване през 30-те години на ХХ век и заетостта значително се увеличава, заплатите остават толкова ниски, колкото са били по време на Голямата депресия, а понякога дори по-ниски.
Тази нова система на индустриални отношения представлява голяма победа за работодателите, подкрепяни от нацисткото ръководство, което се нуждае от сътрудничеството на индустрията в стремежа си да превъоръжи страната.

Фронтът също така дава възможност на работодателите да препятстват работниците да търсят нови работни места. През февруари 1935 г. е въведена системата на „работните книжки“ – на всеки работник е издадена работна книжка, в която се записват неговите умения и предишна заетост. Тези работни книжки са необходими при постъпване на работа и се съхраняват от работодателя; ако работник желае да напусне работата си, работодателят може да откаже да върне работната му книжка, с което на практика препятства работникът да бъде законно нает някъде другаде.
За да компенсира тези ограничения върху заплатите и заетостта, Фронтът се стреми да осигури на работниците отдих и развлечения. Роберт Лай обяснява целта на политиката си като да „отклони вниманието на масите от материалните към моралните ценности“, тъй като смята, че „е по-важно да храним душите на хората, отколкото стомасите им“. Германският трудов фронт създава организацията „Сила чрез радост“, която предоставя фабрични библиотеки и концерти, плувни басейни, образователни програми за възрастни, вариететни представления, посещения на театър, спортни събития, субсидирани билети за операта и субсидирани ваканции с акцент върху круизите. Броят на хората, които предприемат ваканционни круизи, се увеличава от 2,3 милиона през 1934 г. до 10,3 милиона през 1938 г.
Фронтът финансира изграждането на презокеански кораби, като позволява на германските работници да плащат минимални цени, за да плават до много чужди дестинации. До шест океански кораба действат точно преди началото на Втората световна война. Според ръководителя на Асошиейтед Прес в Берлин, Луис П. Лохнер, цените на билетите за океанските параходи варират от дванадесет до шестнадесет марки за „цяла седмица на такъв параход“. За тези, които желаят почивка по-близо до дома, Фронтът изгражда СПА и летни курортни комплекси. Най-амбициозният от тях е 4,5-километровият комплекс Прора на остров Рюген, който е трябвало да разполага с 20 000 легла и да бъде най-големият морски курорт в света. Той никога не е завършен и масивният комплекс до голяма степен остава празна черупка до XXI век.
Германският трудов фронт е една от най-големите нацистки организации, с над 35 000 служители на пълен работен ден през 1939 г. Фронтът управлява една от най-големите финансови институции – Германската трудова банка, както и различни програми на работното място като медицински прегледи, професионално обучение, правна помощ и организация „Красотата на труда“. За да помогне на Хитлер да спази обещанието си всеки германец да е в състояние да притежава достъпна кола ( Фолксваген, „народната кола“), Фронтът субсидира изграждането на автомобилна фабрика, която е частично платена от удръжки от заплатите на работниците. Никой от 340 000 работници, които плащат за кола, никога не получава такава, тъй като се налага фабриката да бъде преоборудвана за военно производство, след нахлуването на Нацистка Германия в Полша.
Членството в Германския трудов фронт на теория е доброволно, но всеки работник в която и да е област на германската търговия или индустрия трудно би си намерил работа без да е член. Освен това много безработни хора са привлечени във Фронта, където са им дадени униформи и инструменти и им се намира работа; изчезването на безработните от улиците допринася за възприятието, че нацистите подобряват икономическото състояние на Германия. Членството изисква такса в диапазона от 15 пфенига до 3 марки, в зависимост от категорията, в която попада даден член. Значителна част от приходите са събрани чрез такси. През 1934 г. общите приходи на Фронта от такси са 300,000,000 райхсмарки. В щатски долари годишният приход от членски внос към Трудовия фронт възлиза на 160 000 000 $ през 1937 г. и 200 000 000 $ до 1939 г.